# SZEnergy Team

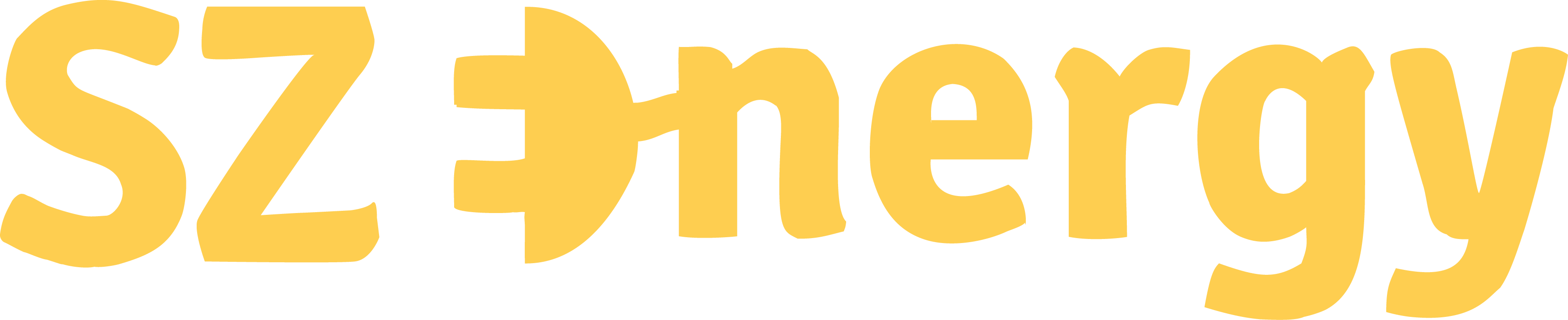
SZEnergy team

A SZEnergy Team a győri Széchenyi István Egyetemen egy oktatói mentorálással tevékenykedő hallgatói csoport. Az évek során különböző szervezeti formában működött, jelenleg egyesületként funkcionál. Az egyetemen a járműipari szakterületeken folyó hallgatói fejlesztő-kutató tevékenység egy részét fogja össze. Kiemelten az alternatív -és alternatív energiával hajtott versenyjárművek fejlesztésével foglalkozik. A csoport jelenlegi jogi formája az Alternatív Közlekedést Fejlesztő Hallgatói Közhasznú Egyesület.
Céljuk, hogy az alternatív energiával hajtott elektromos járművek hatékonyságát fejlesszék és a technológia életképességét bizonyítsák. Egyedi fejlesztésekkel, innovatív megoldásokkal, környezetbarát technológiákkal évek óta sikeresen versenyeznek nemzetközi hallgatói versenysorozatokban (pl. Shell Eco Marathon, Murcia Solar Race).

## A csoport szerveződése
A csoport hallgatókból és oktatókból áll, akik öntevékeny formában alternatív meghajtású járművek kutatásával, fejlesztésével, építésével és versenyeztetésével foglalkoznak. 2005-ben a Közúti és Vasúti Járművek Tanszék alternatív energiaforrásokat kutató törekvései hívták életre. 2011-től működésüket egyesületként folytatják tovább, Alternatív Közlekedést Fejlesztő Hallgatói Közhasznú Egyesület néven. 2012-től kezdődően tevékenységüket felkarolta a Széchenyi István Egyetemen működő Járműipari Kutató Központ és ettől kezdve az ottani kutatókkal is együttműködve fejlesztik járműveiket. Jelenleg a Közúti és Vasúti Járművek Tanszék vezetésével és több tanszék közreműködésével több mint 20 hallgató dolgozik ebben a keretben. A hallgatói tagok összetétele vegyes, vannak gépészmérnökök, villamosmérnökök, informatikusok, járműmérnökök, mechatronikai mérnökök, építőmérnökök, gazdálkodás és menedzsment, kereskedelem és marketing hallgatók is. A hallgatókat oktatók és tapasztalt csapattagok mentorálják. A csapat munkája különböző területekre van felosztva. Minden területnek van egy hallgatói vezetője és egy oktatói konzulense, akik segítik a tagfelvételekkor bekapcsolódó új csapattag munkába való bekapcsolódását. A beilleszkedésének segítsége mellett a mentorok olyan szakmai ismeretekkel és ismeretanyagokkal látják el az új tagokat, mely által a felzárkózásuk lényegesen rövidebb időt vesz igénybe.
Az évek során az egyesületnek és a csapatnak több mint 150 önkéntes tagja volt, akik elvégezve az egyetemet, a járműipari ágazat munkavállalói lettek kiváló mérnökként, közgazdászként vagy marketing asszisztensként. A régi tagok gyakran látogatják meg csapatot és rendezvényeikre is rendszerint meghívást kapnak, ahol testközelből láthatják, hogy egykori munkájuk és a csapatra hagyott örökségük miként él tovább az új tagok által.

## Járművek

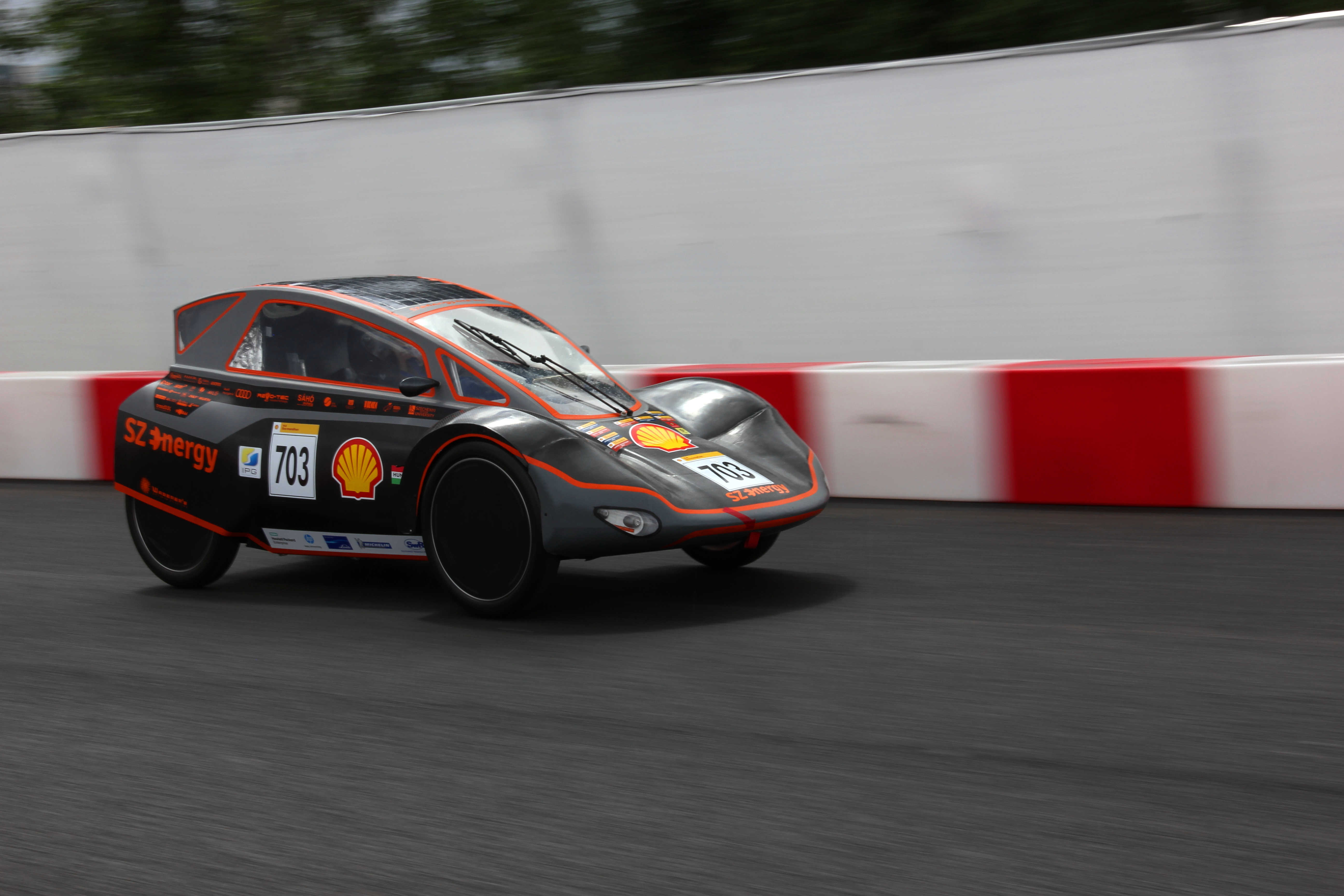
Szelectricity jármű a Shell Eco-marathon versenyen

Az alapítás óta a csapat hét darab saját járművet épített, valamint két további jármű fejlesztésében vett részt a Széchenyi István Egyetem Járműipari Kutató Központjával közösen. Egy jármű készítésének a folyamata során a járművek koncepciója készül el elsőként, majd a járművek megtervezését (gépészeti és villamos tervezés) követi a virtuális prototípus elkészítése, szimulációk futtatása, gyártási dokumentáció készítése. Ezután kerül a jármű legyártásra. A járművel a tesztelések és módosítások után, versenyeken és kiállításokon, fórumokon vesznek részt. A fejlesztés során repülőgépipari alumíniumot, karbontechnológiát, fejlett napelem-technológiát, valamint saját fejlesztésű egyedi vezérlési, irányítástechnikai és telemetriai rendszereket, szoftvereket alkalmaznak. A járművek a Shell komoly versenyszabályzata alapján épülnek, ami évről évre változik, szigorodik.[forrás?]

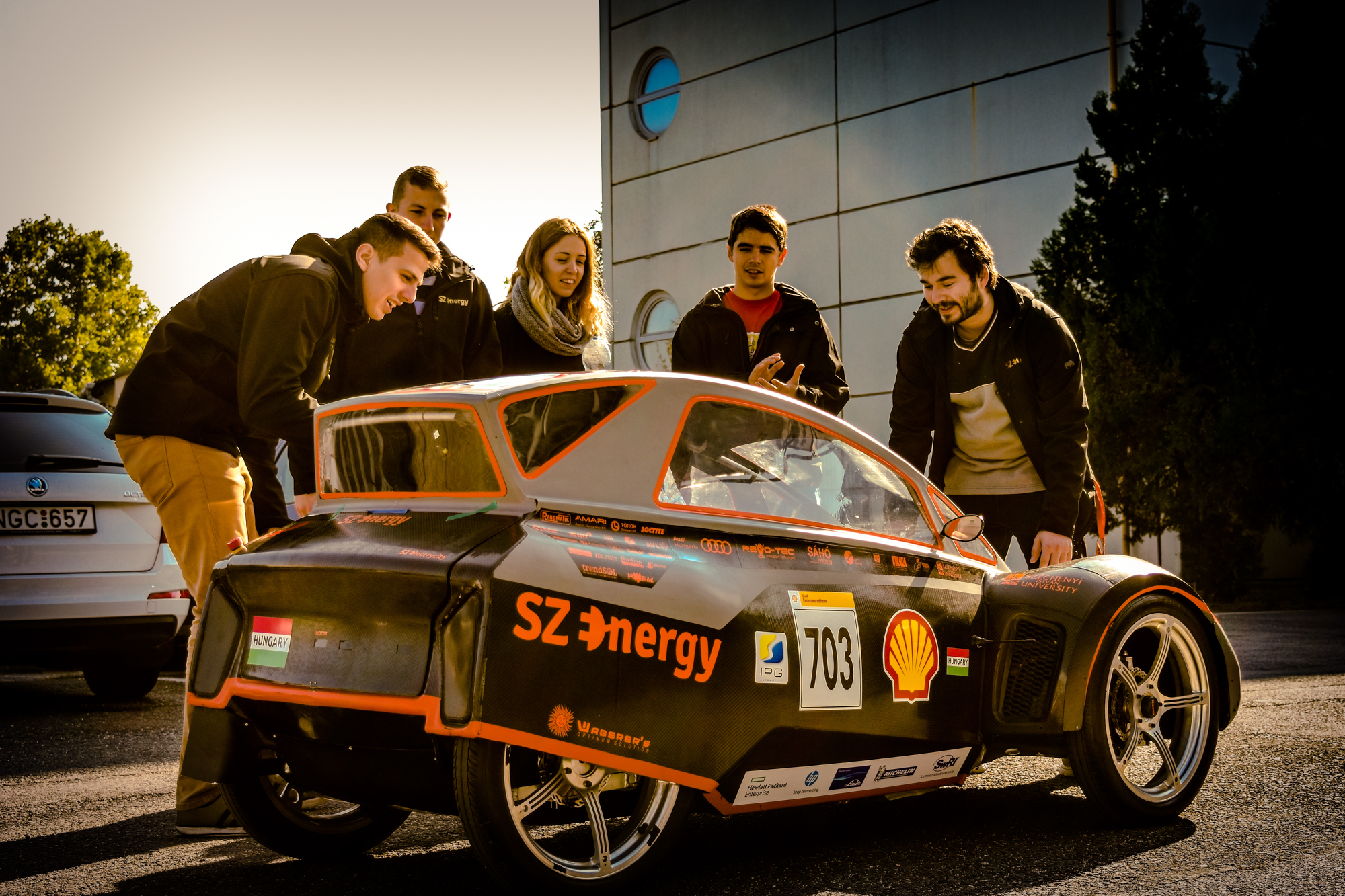
SZElectricity autót tesztelő csapattagok

Az első kísérleti jármű 2005-ben egy elektromos tricikli volt, amit 2006-ban a HUPERCAR négykerekű jármű követett. 2008-ban megépült a Shell Eco-marathon Europe üzemanyag takarékossági világversenyen induló első győri jármű, a SZEsocar. A napelemes jármű szuperkapacitásban tárolta a nap energiáját, valamint két darab, áttervezett és tekercselt BLDC motor hajtotta a hátsó kerekeket.
2009–ben az előző verseny tapasztalatai alapján a hallgatók és oktatók kifejlesztették a SZEnergyCar névre hallgató napelemes versenyjárművet, szintén a Shell Eco-marathon versenyre. A jármű karosszériája itt már karbon kompozit volt. Jobb hatásfokú napelemekkel és lítium akkumulátorral rendelkezett. Hajtásáról itt is a két korábbi BLDC motor gondoskodott.
2010-ben csapat által kifejlesztésre került egy új jármű, mely szintén a Shell versenyen indult és három évig versenyzett 2010-2012 között. A jármű itt már teljesen saját telemetriával, saját tervezésű motorokkal üzemelt.

2013-ban került sor az egyetemet 6 éven át képviselő SZElectricity elnevezésű jármű megépítésére. Az autót természetesen folyamatos teszteknek vetették alá, amely állandó fejlesztéseket eredményezett az évek során. A jármű saját fejlesztésű hajtáslánccal, motorvezérlővel, telemetrikai- és irányítási rendszerrel rendelkezik. Aperifériák közötti kommunikáció és tápellátás két vezetéken történik, a LIN over DC technológia segítségével.

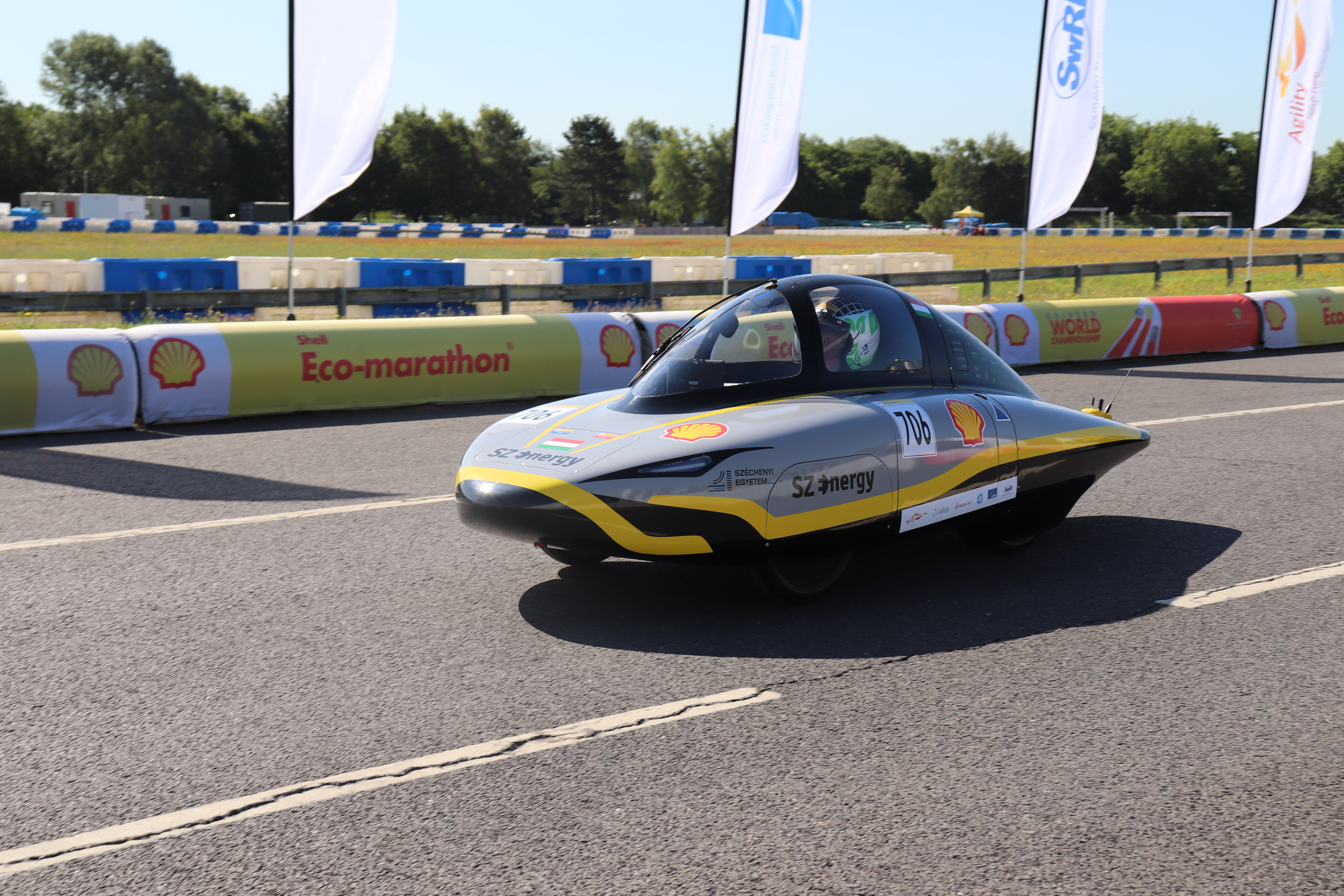
A SZEmission versenyautó a 2019-es londoni pályán

A jármű egyik sarkalatos pontja a futómű. Itt, csakúgy mint az összes autóalkatrész megtervezésénél elsődleges szempont, hogy az autó a legjobban alkalmazkodjon a verseny karakterisztikájához. A Shell Eco-marathon Europe energiatakarékossági versenyen, a csapat az Urban Concept - Battery Electric kategóriában indul, azaz elektromos hajtású, városi koncepcióautókat terveznek. Ebben és a többi kategóriában is létfontosságú szerepet játszik a súlycsökkentés, hiszen minél kisebb súlyt kell az autónak mozgatnia, annál kevesebb energia szükséges a motor működéséhez. Ezzel csökkentve a veszteség mértékét, valamint energiát takarít meg. A veszteségek főbb forrásai a légellenállás, illetve a gördülési ellenállás. A 2013-ban megépült SZElectricity mostani szemmel nézve is nagyon fejlett autó, de a 2018-as versenyen elérte a fejleszthetősége csúcsát. Továbbá egy szabálymódosítás is történt, emiatt mindenképpen szükség volt egy új modellre.
2019-ben, két évnyi háttérben futó fejlesztés és kemény munka árán elkészült az új koncepció autó a SZEmission. A csapat számára az egyik legnagyobb kihívást az ideális karosszéria megalkotása jelentette. A siker kulcsa, a már tervezés során igénybe vett szimulációs eszközök használatában, illetve szélcsatornás tesztekben rejlett. Fontos szempont volt, hogy az autó kialakítása áramvonalas legyen, s mindemellett könnyű, de szilárd anyagból készüljön. Erre a célra a csapat végül nagy szilárdságú alumíniumot és karbon-kompozitot választott.  A hallgatók számára a legnagyobb fejtörést az önvezető funkciók integrálása jelentette, azt ugyanis már a koncepcióalkotás során eldöntötték, hogy az autónak pilótával és pilóta nélkül is működnie kell. Az autonóm kategóriában elvárás, hogy az autó képes legyen útfelismerésre, különböző feladatok (kanyarodás, parkolás, bója kerülés) elvégzésére, ezért a SZEnergyn belül egy külön autonóm fejlesztésekért felelős részleg dolgozik jelenleg is az imént felsoroltak megvalósításán.
A SZEmission végül 93 kg tömegű, 3,5 méter hosszú és 1,3 méter széles versenyautó lett. Az autó meghajtását PMSM motor végzi fordulatszám csökkentett fogasszíjas áttétellel. 48V-os névleges feszültségen üzemelő Lithium polymer akkumulátorcsomag gondoskodik a tápellátásról, melynek teljesítménye 350-520 Wh. A 2019-es nyári autóbemutatóról készült cikket a Kisalföld című folyóirat is publikálta.

## Shell Eco-marathon Europe verseny

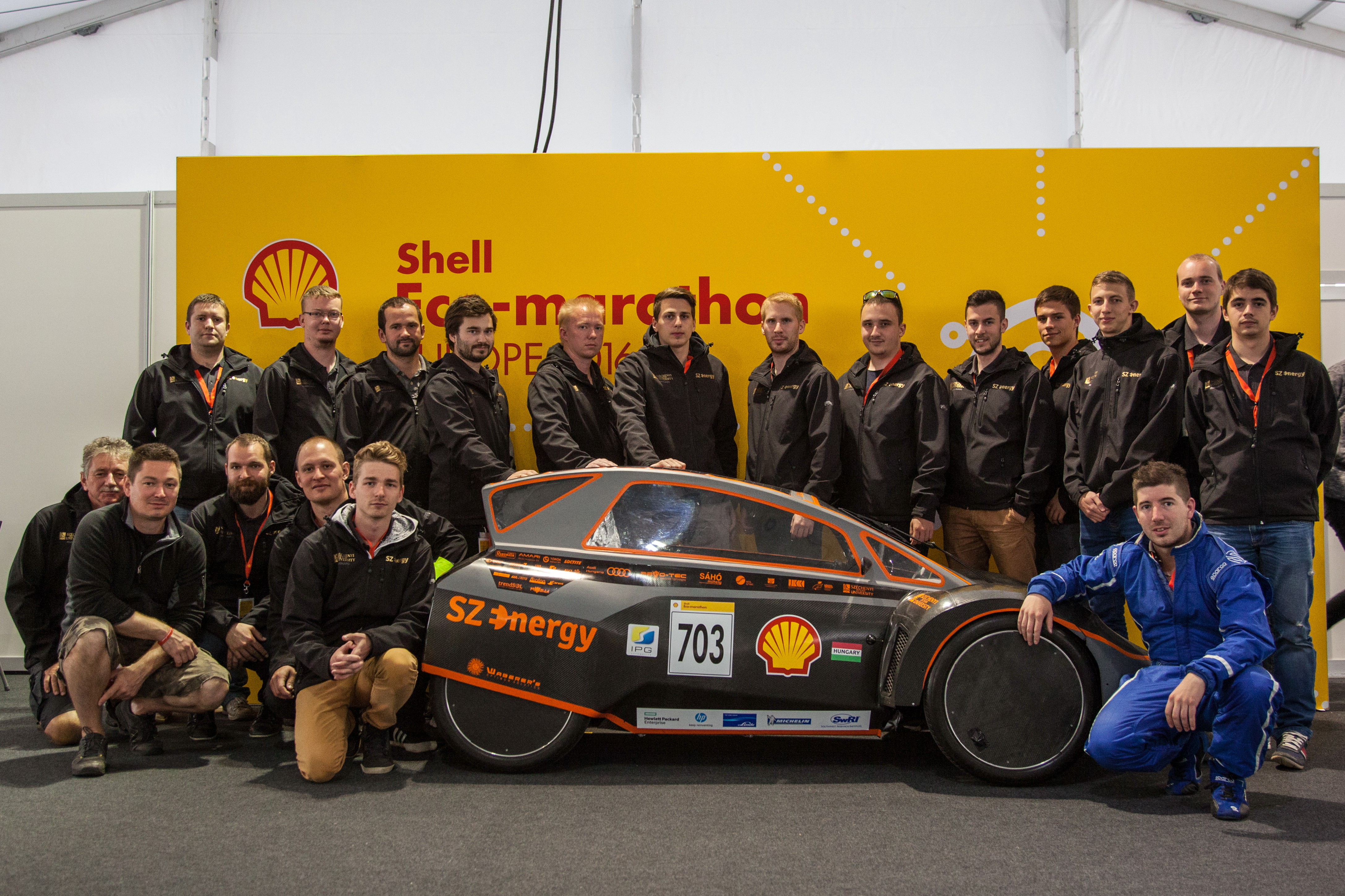
Shell Eco-marathon 2016 csapatkép

A hallgatói csapat 2008 óta vesz részt a Shell Eco-marathon Europe versenyen.
A verseny 1939-ig nyúlik vissza, amikor a Shell olajtársaság munkatársai barátságos kihívást hirdettek meg Franciaországban, hogy ki tud a legtávolabb utazni ugyanannyi üzemanyaggal. 1985-ben az első Shell Eco-marathonton 25 fa autó sorakozott fel a rajtvonalnál. Az azóta eltelt 34 év során a verseny egy több ezer résztvevővel rendelkező eseménysorozattá nőtte ki magát, amelyet világszerte 50 ország részvételével 9 helyszínen tartanak meg. Az 1939-es kezdet óta a németországi Lausitzban, Rotterdamban és Londonban is tartották a versenyeket. 2019-ben szintén Londonban, a Mercedes-Benz World-ben rendezték meg. 
2007 áprilisában debütált a Shell Eco-marathon Americas Detroitban, és 2010-ben mutatták be a Shell Eco-marathont Ázsiában, Malajziában.
A Shell Eco-marathon Europe minden évben egyedülálló kihívás elé állítja a diákokat: olyan járművet kell építeniük, amely a lehető leghosszabb távot tudja megtenni egy liter üzemanyag, vagy 1 kilowattórának megfelelő energia segítségével. A verseny célja, hogy inspirálja a fiatal diákokat, hogy a saját tudásukat, erőforrásaikat, kreativitásukat használva innovatív megoldásokkal kísérletezzenek, az energiahatékonyság határait feszegetve megtervezzék és megépítsék saját járművüket, ezzel is hozzájárulva a jövő mobilitásához. 
A főiskolai, egyetemi csapatok két kategóriában tervezhetik meg járművüket: prototípus vagy az Urban Concept előírásai szerint. A két kategórián belül belsőégésű motorral működő, elektromos vagy hidrogén meghajtású járművet építhetnek. Ezen kívül kialakulóban van a legújabb kategória, mely az önvezető (autonóm) járművekre helyezi a hangsúlyt. 2019-ben már indulhattak csapatok ebben a kategóriában is, mely tulajdonképpen nem más, mint az Urban Concept sofőr nélküli változata.
Magyarországról már 2008 óta vesznek részt a megmérettetésen magyar diákcsapatok az általuk tervezett és épített járművekkel. Jelentős eredménynek tekinthető a Kecskeméti Főiskola GAMF csapatának 2. helyezése 2012-ben, valamint a kecskeméti Kandó Kálmán szakközépiskolás csapat design díja 2014-ben.
További magyar résztvevők
A kecskeméti Kandó Kálmán Szakközépiskola Kandó Electric csapata nem csak az egyetlen középiskolás, hanem az egyik legtapasztaltabb induló is a magyar diákok közül, hiszen már közel egy évtizede vesznek részt az energiahatékonysági kihíváson. Az elektromos K-Car autójukkal a prototípus kategóriában versenyeznek. 

A Szegedi Tudományegyetem hallgatói, a STECO Team, a Zeus-ra keresztelt elektromos, prototípus járművekkel először 2015-ben vettek részt a versenyen. 2017-ben Franciaországba utaztak a Le Mans-i megmérettetésre, ahol a sikeres szereplésükkel kvalifikálták magukat a 2019-es Shell Eco-marathon versenyre. 

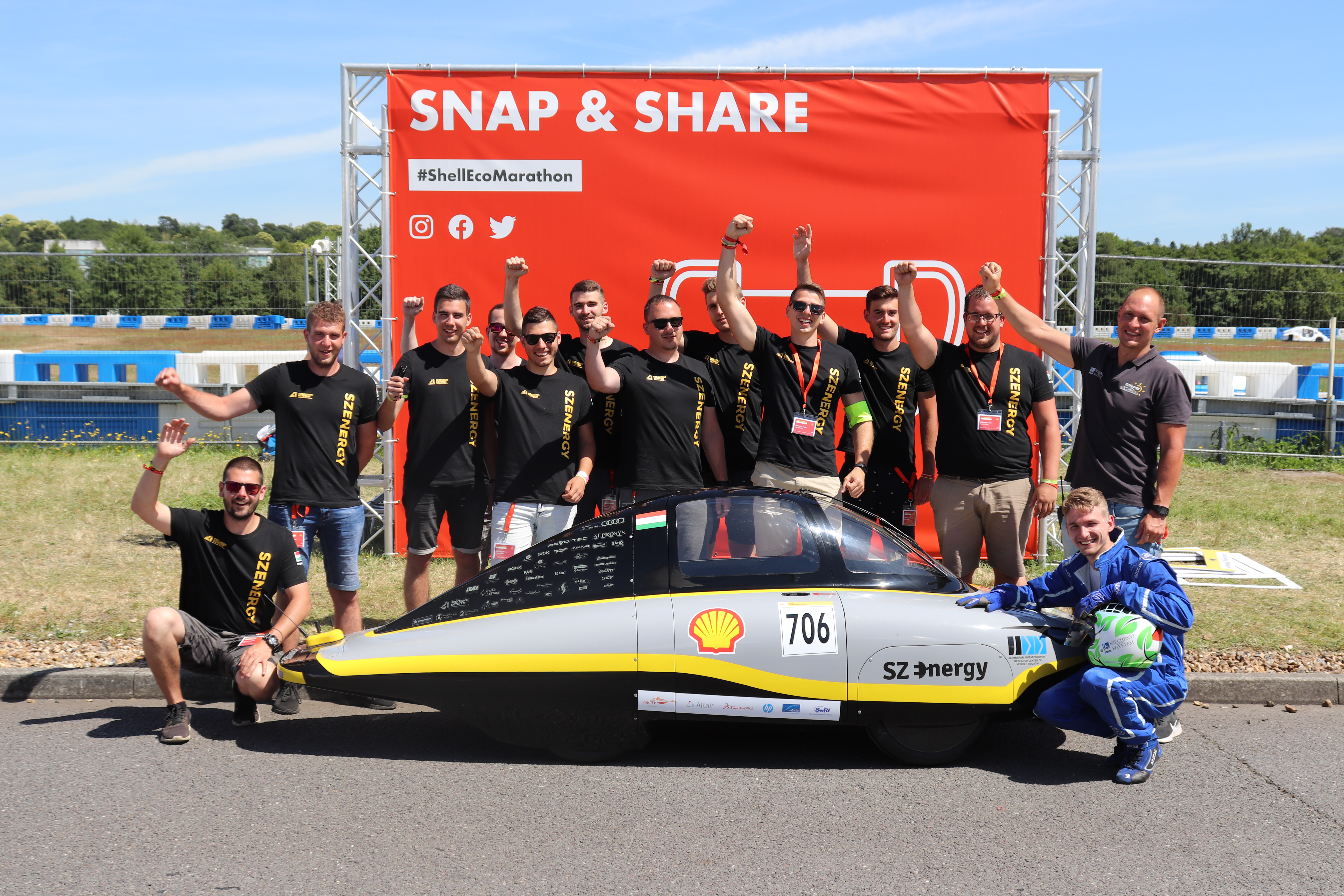
Shell Eco-marathon 2019 csapatkép

A SZEnergy Team eddigi eredményei a versenyen
| év   | jármű         | kategória                                | helyszín                          | helyezés                    | megjegyzés |
| ---- | ------------- | ---------------------------------------- | --------------------------------- | --------------------------- | --- |
| 2008 | SZEsoCar      | Urban Concept Solar kategória            | Nogaro, Franciaország             | 1. hely (Solar Power Award) | |
| 2009 | SZEnergyCar   | Urban Concept Solar kategória            | Lausitz, Németország              | 1. hely                     | A legjobb energiamérleg felállítása                                                                                   |
| 2010 | SZEvolution   | Urban Concept Solar kategória            | Eurospeedway Lausitz, Németország | 1. hely                     | A SZEvolution jármű a Shell Eco-marathon első olyan Urban Concept autója, amely pozitív energiamérleggel zárt futamot |
| 2011 | SZEvolution   | Urban Concept Solar kategória            | Eurospeedway Lausitz, Németország | Team Spirit különdíj        | |
| 2012 | SZEvolution   | Urban Concept Solar kategória            | Rotterdam, Hollandia              | 2. hely                     | Utolsó év napelemes járművek számára, amely a Solar kategória végét is jelentette a versenysorozat életében.          |
| 2013 | SZElectricity | Urban Concept Battery Electric kategória | Rotterdam, Hollandia              | 7. hely                     | 133.5 km/kWh eredményt értek el.                                                                                      |
| 2014 | SZElectricity | Urban Concept Battery Electric kategória | Rotterdam, Hollandia              | 4. hely                     | 190.7 km/kWh eredményt értek el,                                                                                      |
| 2015 | SZElectricity | Urban Concept Battery Electric kategória | Rotterdam, Hollandia              | 3. hely                     | 194.7 km/kWh eredményt értek el.                                                                                      |
| 2016 | SZElectricity | Urban Concept Battery Electric kategória | London, Anglia                    | 3. hely                     | 126.6 km/kWh eredményt értek el. Ebben az évben már nem lehetett napelemeket használni a járművökön.                  |
| 2017 | SZElectricity | Urban Concept Battery Electric kategória | London, Anglia                    | 4. hely                     | 133.5 km/kWh eredményt értek el.                                                                                      |
| 2018 | SZElectricity | Urban Concept Battery Electric kategória | London, Anglia                    | 6. hely                     | 124.7 km/kWh eredményt értek el.                                                                                      |
| 2019 | SZEmission    | Urban Concept Battery Electric kategória | London, Anglia                    | 6. hely                     | 165.3 km/kWh eredményt értek el.                                                                                      |
| 2022 | SZEmission    | Urban Concept Battery Electric kategória | Assen, Hollandia                  | 1. hely                     | 284.2 km/kWh eredményt értek el.                                                                                      |
| 2023 | SZEmission    | Urban Concept Battery Electric kategória | Nogaro, Franciaország             | 1. hely                     | 290.86 km/kWh eredményt értek el.                                                                                     |
| 2023 | SZEmission    | Urban Concept Autonomous kategória       | Nogaro, Franciaország             | 1. hely                     | 2/3 feladatot teljesítve lettek elsők a kategóriában.                                                                 |
| 2024 | SZEmission    | Urban Concept Battery Electric kategória | Nogaro, Franciaország             | 1. hely                     | A csapat először került 300 km/kWh fölé. 308.95 km/kWh-s eredménnyel nyerték a versenyt.                              |
| 2024 | SZEmission    | Urban Concept Autonomous kategória       | Nogaro, Franciaország             | 1. hely                     | 3/3 feladatot teljesítve lettek elsők a kategóriában.                                                                 |

#### További eredmények
- 2007 – 2016 : Széchenyi Futam, MVM Energia Futam 2007 – 2016 (10 dobogós helyezés az évek alatt)
- 2010: Nyugat-Dunántúli Regionális Innovációs díj – Ifjúsági kategória
- 2014: Techtogether, TEQUA és Energotest különdíj
- 2014: Plug-in kategória, I. hely, Murcia, Spanyolország
- 2014: Kisalföld Presztízs Díj – Innováció kategória
- 2015: Shell Eco-marathon Europe Technical Innovation Award: Runner-up Team